# Langstaartmenievogel
De langstaartmenievogel (Pericrocotus ethologus) is een zangvogel uit de familie Campephagidae (rupsvogels).

## Verspreiding en leefgebied
Deze soort komt voor van de Himalaya tot Vietnam en telt zeven ondersoorten:
- P. e. favillaceus: van noordoostelijk Afghanistan tot westelijk Nepal.
- P. e. laetus: van oostelijk Nepal en noordoostelijk India tot het zuidelijke deel van Centraal-China.
- P. e. ethologus: van noordoostelijk India en noordelijk Myanmar tot centraal China.
- P. e. yvettae: noordoostelijk Myanmar en zuidelijk China.
- P. e. mariae: zuidoostelijk Assam (noordoostelijk India) en westelijk Myanmar.
- P. e. ripponi: oostelijk Myanmar en noordwestelijk Thailand.
- P. e. annamensis: het zuidelijke deel van Centraal-Vietnam.

## Status
De grootte van de populatie is niet gekwantificeerd maar de soort wordt omschreven als schaars tot algemeen. Op de Rode lijst van de IUCN heeft deze soort de status niet bedreigd.